# Jein
Jein (seltener: „jain“) ist eine Wortkreuzung, die im deutschen Sprachraum gelegentlich und oft scherzhaft gebraucht wird. Es ist ein Kofferwort aus den Wörtern ja und nein und hat die Bedeutung „ja und nein“, wobei „jein“ selten im Sinne von „vielleicht“ gebraucht wird. „Jein“ wird meistens dann verwendet, wenn eine Frage nicht eindeutig oder sogar gleichzeitig mit „ja“ und „nein“ beantwortet werden kann, oder wenn man eine Frage mit Vorbehalt beantworten möchte, also „ja, aber …“ oder „nein, aber …“. Auf die Antwort „jein“ folgt oft eine Ausführung, die das Für und Wider darlegt.
- Verwendungsbeispiel:

Frage: „Warst du schon einmal in Bremen?“
Antwort: „Jein. Ich war schon einmal da, bin aber nur durchgefahren. Ich habe die Stadt eigentlich nicht gesehen.“

## Psychologie
Im psychologischen Kontext wurde das Jein im Zusammenhang mit Entscheidungsschwäche oder Vermeidungsverhalten thematisiert, beispielsweise von den Psychologen Stefanie Stahl oder Jochen Albert, aber auch in populären Darstellungen.

## Kultur
Im Kabarett wird der Begriff jein gelegentlich aufgegriffen, z. B. von Peter Sodann oder 2014 im Programm „Deutschland sagt Jein!“ von den Stachelschweinen.
1966 veröffentlichte die Sängerin Mary Roos den Titel Jein, das Heißt Ja Und Nein von Horst Heinz Henning und Klaus Netzle auf der B-Seite ihrer Single Wie Der Wind.... 1996 brachte die deutsche Hip-Hop-Gruppe Fettes Brot den Titel Jein als Single und auf ihrem Album Außen Top Hits, innen Geschmack heraus.